# NGC 3240
NGC 3240 est une galaxie spirale située dans la constellation de l'Hydre. NGC 3240 a été découverte par l'astronome britannique John Herschel en 1835.

## Caractéristiques
Sa vitesse par rapport au fond diffus cosmologique est de 3 901 ± 25 km/s, ce qui correspond à une distance de Hubble de 57,5 ± 4,0 Mpc (∼188 millions d'al).
La classe de luminosité de NGC 3240 est III-IV et elle présente une large raie HI. Elle renferme également des régions d'hydrogène ionisé.

## Supernova
La supernova SN 2001N a été découverte dans NGC 3240 le 21 janvier 2001 par A. B. Aazami et W. D. Li dans le cadre du programme LOTOSS de l'observatoire Lick. Cette supernova était de type Ia.

## Groupe de NGC 3233
NGC 3240 fait partie d'un trio de galaxies, le groupe de NGC 3233. L'autre galaxie du trio est ESO 567-51.